# Nachyn Kuular
Nachyn Kuular (en ruso: Начын Куулар; 9 de junio de 1995) es un deportista ruso que compite en lucha libre. Ganó una medalla de bronce en el Campeonato Europeo de Lucha de 2019, en la categoría de 65 kg.

## Palmarés internacional
| Campeonato Europeo | Campeonato Europeo | Campeonato Europeo | Campeonato Europeo |
| Año                | Lugar              | Medalla            | Categoría          |
| ------------------ | ------------------ | ------------------ | ------------------ |
| 2019               | Bucarest (Rumania) | Medalla de bronce  | 65 kg              |